# Coylton
Coylton es una localidad situada en el concejo de South Ayrshire, en Escocia (Reino Unido), con una población estimada a mediados de 2016 de 2160 habitantes.
Se encuentra ubicada al suroeste de Escocia, cerca de la costa del fiordo de Clyde y al suroeste de Glasgow.